# 座席指定席

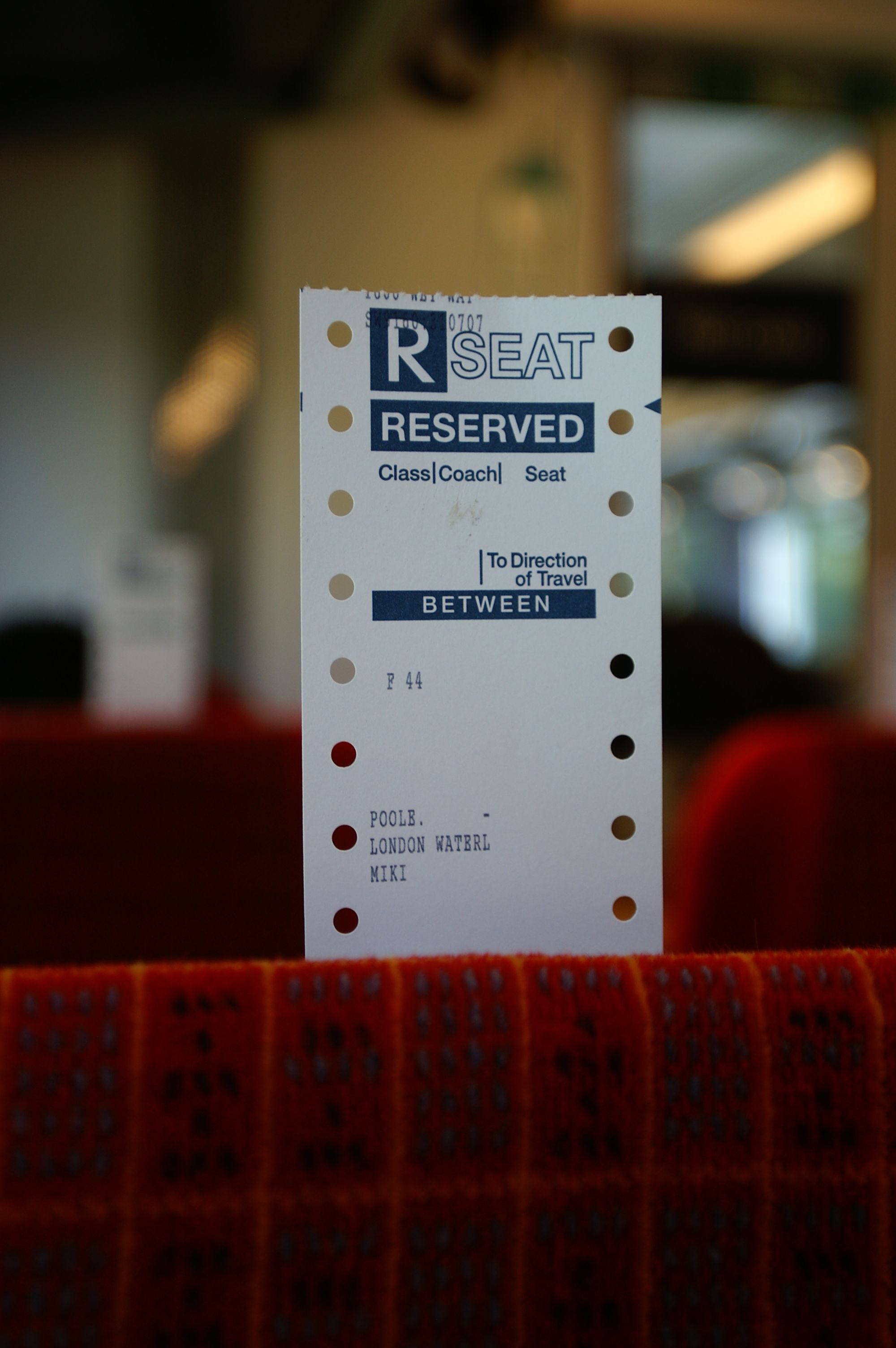
英国の列車の座席指定

座席指定席（ざせきしていせき）とは、日時や座席番号、交通機関においては便名、鉄道の列車・バスでは号車をも指定して発行された座席指定券で示し、指定を受けた利用者のみが利用できる座席のこと。通称は指定席と称している。対義語は「自由席」。
座席を指定することによって利用者に着席を保障するものである。利用者に着席を保障する方法としては、このほかに「定員制」もある。この場合は日時や便名・号車は指定されているが、座席番号までは明確に指定されていない。

## 映画等の興行
一部の映画館・劇場・球場等では日時や座席を指定することで、観客・利用者の便を計る目的と、主催者が把握しやすいという側面がある。また、映画館・劇場等などでは、日時と座席番号が別途の座席指定券でなく、入場券等に記載されている。
市街地に立地する、かつての商業施設から独立した形態の映画館では、自由席を基本として、一部の映画館では有料指定席を設けて、入場者数も制限せず「立ち見」となる場合も少なくなかったが、近年の大型商業施設内等で営業するシネマコンプレックスやミニシアターでは、スクリーン（講堂）と上映時間、無料で席番が指定され、大型連休や学校の長期休暇の期間の一部の人気作品上映時には、上映スクリーン数を増やし、入替定員制にすることで座席が観客に確保されている。またインターネット経由で、パソコン端末や携帯電話端末から座席の予約・クレジットカード決済することも一般的になってきており、劇場カウンターの混雑緩和に効果が出始めている。

## 交通機関
交通機関の場合には、旅客列車や路線バス、飛行機などで、日時、便名（列車名）、号車、座席番号を指定して発行された指定席券または特急券・乗車券等で示し、乗車することができる座席ないしは、全部または一部をそのような形式で供される車両（座席指定車）のことを指す。
一般に公共交通機関の場合、着席できないと運行上及び保安上好ましくない航空機・高速バス等を除いて、座席が指定されていないものが基本であり、また利用客が交通機関の1便で定員を超えるほど多くないという前提であれば、座席を指定する必要が無いが、飛び抜けて利用者が多く定員を超える、ないしは、利用者に対するサービスの品質が低下する場合があると公共交通機関の運営者が認めた際に発行することが多い。

### 鉄道

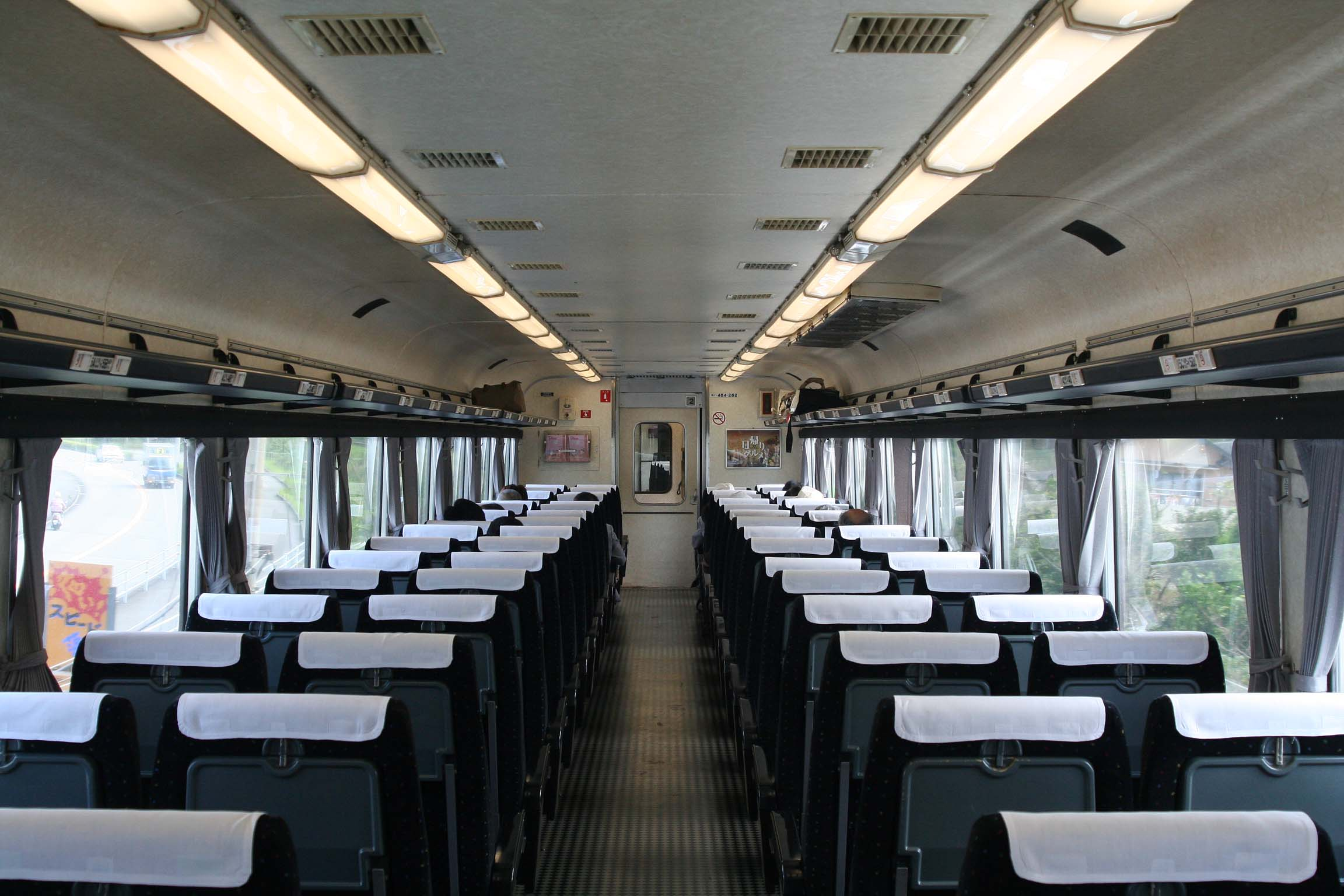
特急列車の指定席 （JR九州）

#### 国鉄・JR
鉄道院では1912年（明治45年）6月、新橋駅（初代） - 下関駅間で運転を開始した1・2列車で指定席を設けた。指定席の予約は発車30分前までに始発駅または列車長に問いあわせる手間があった。そして予約した座席には約定済みの札を掲示したという。しかし座席ごとの指定では手数がかかるなどの問題が生じたため、鉄道省制下の1923年7月改正時に座席指定とはせず号車のみの指定となった。
なお、「黒潮」号の様な一部の観光列車についても座席指定制で運行されていた。
第二次世界大戦後の日本国有鉄道においては、「長距離利用者に速達サービスを行う」特別急行列車については、運行当初より1965年頃まで、ほぼ全列車が、全車両座席指定制で運行されていた。東海道新幹線も1964年の開業当初は全ての列車が全車両座席指定制であった。ちなみに、優等列車の中には、座席指定制で運行された列車が、同一系統で同格のほかの列車より格が上だとされるものがあったとされる。
旧国鉄・JRの列車では、列車編成上普通車を全車全席ではなく一部を座席指定とする場合、1本の列車のうち特定の車両が常に指定席車で他の車両を自由席車としている。1両の車両内で特定の座席が常に指定席で他が自由席となっている列車もある。そのような普通車で、常に指定席とされる座席が自由席とされる座席と座席の質が同等である場合と、指定席とされる座席がより質の高い座席である場合がある。
後者の例では、山陽新幹線のひかりレールスター、東北・上越新幹線のMaxシリーズ1階席の例がある。また、事実上グリーン席に準ずる特別席の格として北海道旅客鉄道（JR北海道）の「uシート」がある。
現在ではJR優等列車のグリーン車はすべて全席指定だが、かつては国鉄・JRに、グリーン車（一等車）自由席を設けて運行された優等列車も急行列車を中心にかなりの数が存在した。なお、急行列車のグリーン車で自由席の場合は当初、指定席よりやや安い料金が設定されていたが、後に指定席と同額となっている。JR快速・普通列車のグリーン車は、国鉄時代から首都圏の列車のグリーン車を中心に、多くが全席自由席だが、JR化後はグリーン車・席を全席指定にする快速・普通列車（例として「マリンライナー」など）が増加傾向にある。
寝台車は、横臥して一般の座席利用よりも快適に睡眠を取る設備である寝台を確保する観点から、すべて指定制である。また現在では2昼夜以上に亘り走行する旅客列車は、クルーズトレインなどの団体専用列車を除き存在しないので、一つの寝台につき複数の寝台券が発行されることは基本的に無い。
JRでは、「はやぶさ」・「はやて」・「こまち」など一部の新幹線を含む座席車が全車全席指定の特急列車では、自由席利用と同額の立席特急券で利用できる場合があるが、列車は指定され1列車あたりの発券数も限定されている。ただし、「立席承知」とはいえ、通例は常に着席が認められないわけではなく、普通車に空席が生じた場合に着席できる。ただし、座席指定のある乗客が来た場合には、座席を譲る必要がある。なおJR東日本では、首都圏発着の在来線特急列車の全車指定席化を進めており、これと並行して座席未指定券というシステムを導入している。
なお、区間を限って立席特急券での利用を認める場合や、満席の場合に限り利用を認める場合がある。寝台特急の立席特急券での利用では、座席扱いにして着席する場合もある。このほか便宜的な取扱いとして、東海道新幹線では平日朝9時までに限って、新横浜駅から東京駅までの区間で、自由席特急券での普通車指定席を利用できる特例がある 。
このうち、かつて運行されていた寝台のみで座席のない寝台列車のうち、長距離を運行する場合で寝台を座席として利用可能とした区間では、指定席特急券や立席特急券を発券した。→寝台券#利用時間と利用時間外の特例についても参照されたい。
JRの快速・普通列車は原則的に普通車自由席のみであり、グリーン車連結でも普通車・グリーン車ともに全車全席自由席となっている列車が多いながら、快速・普通列車でも、蒸気機関車牽引列車（SL列車）などの観光・レジャー目的の列車、優等列車同様に中距離以上の都市間輸送を担う列車、新幹線接続の列車、夜行列車などでは、グリーン車全席と普通車の一部を座席指定にしている列車があるほか、普通車のみの列車でも全車全席または一部を座席指定にしている列車がある。全席指定の例は「ムーンライトながら」（夜行）や「SLやまぐち号」（観光目的）など、一部指定は「マリンライナー」（都市間輸送・新幹線接続）などが挙げられる。
通勤客向けのホームライナーなど大都市圏・都市圏で運行される、乗車券のほかに乗車整理券・ライナー券を必要とする列車は、多くが定員制のため乗車整理券等で列車名や号車が指定されるが、席番まで明確に指定されない。
これらの指定席を有する列車の情報は、JRの予約システムであるマルスに収録されており、マルスの端末が置かれた鉄道駅やJTB（旧日本交通公社）、日本旅行等旅行業者などに設置されている「みどりの窓口」で予約・購入できる。有人窓口や一部の指定席券券売機では、予約時にこの時点での空席から任意の席を指定できる場合もある。
「体が大きいので一席だと窮屈」「隣に見知らぬ人が来るのが嫌」などの理由で、同一人物が同一列車で複数の指定席を購入するケースが一部で見られるが、JRグループでは「旅客営業規則上、同一人物による同一列車の複数指定席の購入は（たとえ席数分の乗車券を購入したとしても）不可」だとしている。
普通列車での指定席は、指定券完売で販売上指定席満席のはずが、実際は多くの空席を抱えたまま運行している問題が生じている。

#### 私鉄
JR以外の私鉄でも座席指定が行われており、その目的は駅のプラットホームの安全対策、快適性等を目的として利用されることが多い。
前者の場合、乗降する駅により、駅の階段やエレベータに最も近い車両を自動的に選択したり、1つの昇降口に人があふれないような配慮がなされている。
全車両で乗車に運賃のほか特急料金等の料金が必要な優等列車は、大手私鉄ではほぼすべて全車全席指定で運行されているが、中小私鉄では、全車で特急料金または急行料金が必要ながらも、指定席のほか自由席が設定された優等列車、または指定席を設けず全車自由席の優等列車も存在する。
また、JR東海から伊勢鉄道線に乗り入れる特急「南紀」と快速「みえ」には一部指定席を設けてあるが、線内の指定席料金は不要となっている。ただし、伊勢鉄道線内のみの指定席利用はできない。
名古屋鉄道の一部特別車特急・急行、南海電気鉄道の「特急サザン」、京阪電気鉄道のほとんどの特急列車と阪急電鉄京都本線の一部の特急・通勤特急・準特急は、通勤・通学輸送向け車両（名鉄では一般車）とリクライニングシートによる車両（名鉄では特別車、京阪ではプレミアムカー、阪急ではPRiVACE（プライベース））の異制度混結で運行される。通勤・通学輸送向け車両はすべて自由席かつ運賃のみで利用できるが、リクライニングシート車では全席指定制をとり、運賃以外に名鉄では1乗車450円（車内で精算した場合は500円）の特別車料金（ミューチケット）が、南海では520円の座席指定料金が、京阪では区間により400円または500円のプレミアムカー券が、阪急では500円の座席指定料金が必要になる。なお、名鉄ではこの他に全車特別車特急「ミュースカイ」と全車一般車特急も運行されており、ミュースカイでは自由席が、全車一般車特急には指定席が連結されていない。ミュースカイは常滑線に、全車一般車特急は河和線・知多新線系統に多く設定されている。また、従来発売していなかった特急用車両を充当する急行列車においても2021年から特別車の設定を開始した。
また、京浜急行電鉄の一部の快特では、ウィング・シートと称する座席指定制度が導入されている。土休日日中の京急線内で完結する一部の列車のうち2号車だけが座席指定となり、発駅と座席を指定して発売される。特定の駅からのみ発売され、下り三崎口行きでは泉岳寺～上大岡、上り泉岳寺行きでは三崎口～上大岡の間で乗車可能である。降車駅に制限はない。以前は快特停車駅ながら津久井浜、京急長沢、YRP野比、堀ノ内、金沢八景から上り列車のウィング・シートを利用することは不可能だったが、2022年11月のダイヤ改正後はこれらの駅からも利用可能になった。接客設備は通常の2100形と同一で、2つのドアのうち泉岳寺より1つが締め切られ、ヘッドカバーが緑色に交換されていることくらいである。京急では運賃以外に事前予約で300円・車内発売で500円の座席指定券（Wing Ticket）が必要になる。京急の座席指定制度は乗車駅に制限がある点と、指定席と自由席の接客設備に大差がない点で、名鉄・南海・京阪・阪急と大きく異なっている。
一方、大手私鉄の全席指定の優等列車や、前述の異制度混結列車では、乗車前に座席指定のある特急券または特別車両券を予め購入せずに、乗車または特別車で着席した場合、車内で座席指定のない特急券または特別車両券を購入する必要がある。その場合、空席または空いた特別席に着席できるが座席は保障されず、座席指定を受けた乗客が来れば他の座席に移動する必要があり、全車または特別車が途中から満席となれば立席利用か一般車利用となり、JRの立席特急券同様だが、料金は座席指定のある特急料金・特別車料金と同額である。
また、私鉄でもJRと同様に、蒸気機関車牽引列車やトロッコ列車など観光・レジャー目的の列車では、優等列車扱いかそうでないかを問わず、座席指定制をとる例がある。大井川鐵道のSL急行、嵯峨野観光鉄道の例が挙げられる。

#### 日本国外の鉄道

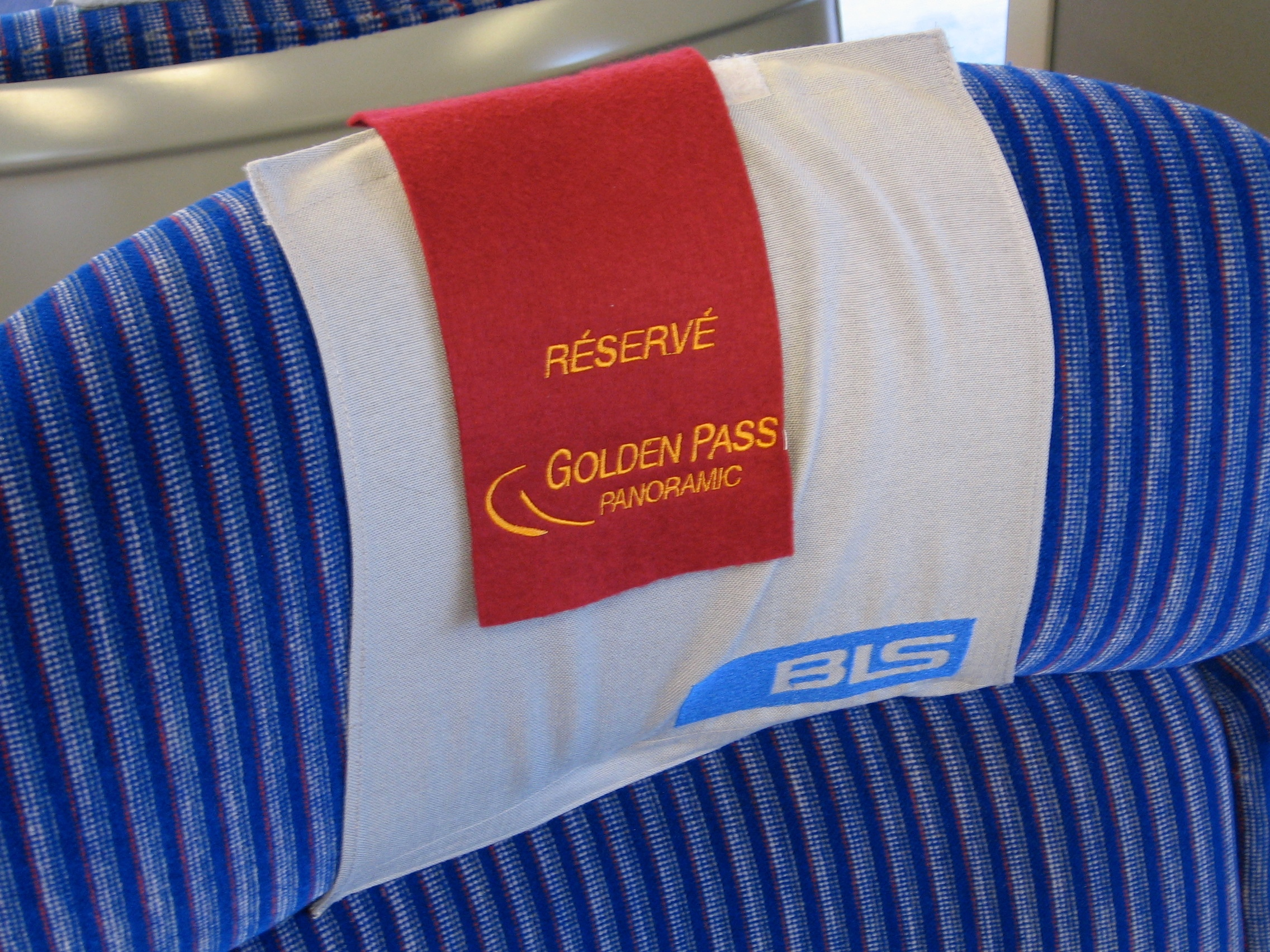
スイスのゴールデン・パス線の一等指定席

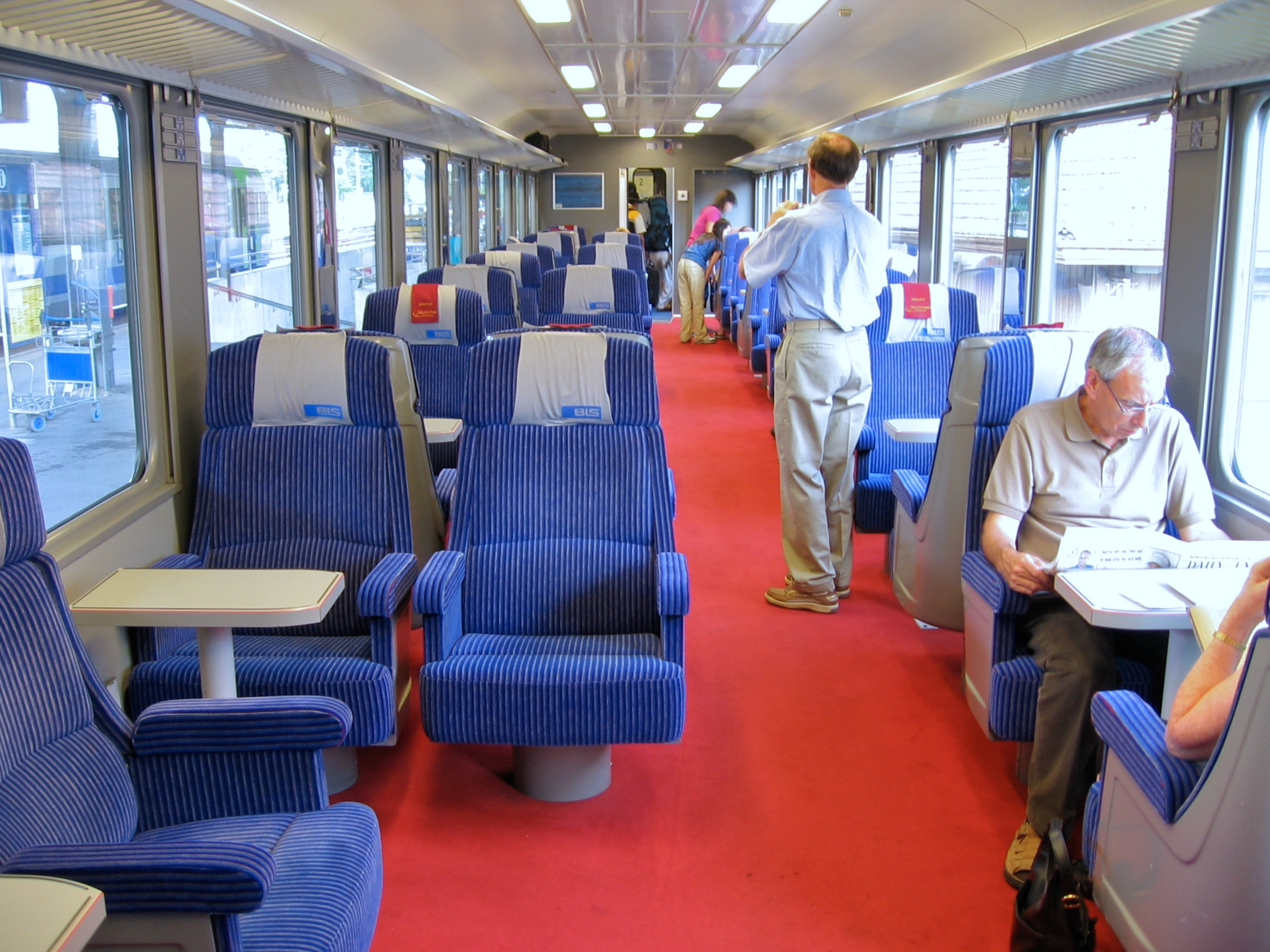
予約が入っているのは一部のみ （赤印）

ヨーロッパの鉄道では、長距離で運行される優等列車でも、ドイツの高速列車ICEを含めて、原則として一等車・二等車ともに全車全席自由席である場合が多いが、乗客が乗車前に座席を予約できる。予約が入った場合、本来自由席である座席のうちいずれかを、予約の入った人数分だけ利用区間で指定席として、当該区間では予約した乗客のみが着席できる。ただしその座席も、当該区間外では予約のない乗客が自由に着席できる。この場合、特定の車両または座席が常に座席指定となっているわけではない。
ヨーロッパ大陸諸国では、客室内がコンパーメントに分かれている車両ではコンパーメントの入口の、オープンサロンの座席の車両では窓の近くや荷棚の縁の、座席番号の表記された部分またはその脇に札差しが設けられ、予約済みの旨とその区間が印字で記載された紙等の予約票が差し込まれて表示されるのが一般的となっており、イギリスでは座席の背ずりの上部に予約票が差し込まれるのが一般的となっていた（冒頭写真）。しかし近年では、荷棚の縁や窓近くの液晶表示機または電光表示機で、座席の予約やその区間が表示される車両が増加している。
ICE以外の高速列車、茶菓や食事の車内サービスのある列車、ほかに観光利用中心の列車では、一等・二等とも全車全席指定制の列車が多く、ユーロスターやフランスのTGV、スウェーデンのX2000などが挙げられる。TGVでは満席の場合、JRの立席特急券同様の、列車指定で発行数が限られた、空席が生じた場合にのみ着席できる立席承知の利用（ユーレイルパスなど利用の場合、乗車整理券との併用）を認めることがある。
また、ヨーロッパにおいても、寝台車は、先述の通り、一般の座席より快適に睡眠を取りつつ移動する設備のため、洗面台つきの個室による一般の寝台車のみならず、各簡易個室（複数の寝台を有する）内に洗面台がなく各寝台ごとのカーテンもない簡易寝台（クシェット）もすべて指定制である。
アジア諸国の優等列車では多くが座席指定制を行なっている。韓国では韓国鉄道公社で、KTX、セマウル号の列車で、平日に限り一部自由席が設定されているがほとんど指定席である。中華民国では台湾鉄路管理局の列車のうち、通勤列車に相当する区間車、区間快車以外は全車全席指定だが、満席の場合はTGV同様に立席承知での乗車も認めている（ただし、太魯閣号・普悠瑪号・一部の莒光号を除く）。台湾高速鉄道は開業当初は全席指定席であったが、現在では自由席の設定を4両まで増やしている。

### 航空機
飛行機では運輸法規上、機材の座席定員分の乗客しか利用させない。座席（席番号）の指定は、国内線・国際線ともに航空券の購入時または便の予約時ではなく、出発当日の空港カウンターでの搭乗手続き時に決定されることが一般的である。しかし、日本やアメリカ・欧州連合加盟国などの大手航空会社においてはCRSの進化により、1990年代より「事前座席指定」等のサービス名称で、搭乗券以前の航空券予約・購入時に乗客のリクエストでピンポイントに指定できるようになっている。ただし、時刻表通りの機材が使えず別の機材へ変更となった場合は指定が解除され、搭乗手続き時に再指定 することになる。
航空会社によっては、予約しても実際には搭乗しない乗客（出発間際に前後便に変更する等）が一定数いることを予測して、座席定員以上の予約を受け付けるオーバーブッキングが政策的に行われる事がある。日本の国内線で、実際の出発までにキャンセル等でオーバーブッキングが解消されなかった場合は搭乗客に対して後続便あるいは別の交通機関への振替を要請し、応じた場合に報奨金を航空会社が乗客に支払う「フレックストラベラー制度」が2001年に日本航空と全日本空輸グループに設定されている。
コミューター航空会社・格安航空会社などでは座席の事前指定は無く、定員制の自由席となっている場合が多い。またシャトル便は全席が予約不用の自由席とした定期航空便である。なお小型機を使用する場合は、機体の重量バランスと搭乗客の体重を考慮し、航空会社側が座席を決定することがある。
同一人物が同一便の複数座席を購入する行為については、国際線では国際航空運送協会（IATA）の規定により「エクストラシートを購入」、日本の国内線では「機内持ち込みサイズを超える手荷物を持ち込む場合など、特定の事情がある場合は、特別旅客料金を支払う」ことで、それぞれ認められる。

### バス
日本では、高速路線バスの長距離（概ね150km以上）路線においては、多くの路線で座席定員制の自由席あるいは指定席となっている。夜行便は乗客名簿への登録と乗車の照合のため、全事業者の全便が全席指定制であり、乗車券に日時・便名・座席番号が記載されている。
昼行便の空港連絡バスでは、空港発は先着順の座席定員制による自由席、市街地発は予約制の座席定員制あるいは座席指定制としている路線もある（ONライナー号、マロニエ号成田線等）。
座席位置（窓側、通路側など）の希望はできない事業者が多いが、JRバスの高速バスでは直営窓口や高速バスネットで可能な路線もある。